# 前推 (微分)
假设 {\displaystyle \phi :M\rightarrow N} 是光滑流形之间的光滑映射；则 {\displaystyle \phi } 在一点 {\displaystyle x} 处的微分在某种意义上是 {\displaystyle \phi } 在 {\displaystyle x} 附近的最佳线性逼近。这可以视为通常微积分中全导数的推广。确切地说，它是从 {\displaystyle M} 在 {\displaystyle x} 处的切空间到 {\displaystyle N} 在 {\displaystyle \phi (x)} 处的切空间的一个线性映射，从而可以将 {\displaystyle M} 的切向量“前推”成 {\displaystyle N} 的切向量。  
映射 {\displaystyle \phi } 的微分也被一些的作者称为 {\displaystyle \phi } 的导数或全导数，有时它自己也之称为前推（pushforward）。

## 动机
设 {\displaystyle \phi :U\rightarrow V}是从 {\displaystyle \mathbb {R} ^{m}} 的一个开集 {\displaystyle U} 到 {\displaystyle \mathbb {R} ^{n}} 的开集 {\displaystyle V} 的一个光滑映射。对任何 {\displaystyle U} 中的给定点 {\displaystyle x}， {\displaystyle \phi } 在 {\displaystyle x} 的雅可比矩阵（关于标准坐标）是 {\displaystyle \phi } 在 {\displaystyle x} 的全微分的矩阵表示，这是一个从 {\displaystyle \mathbb {R} ^{m}} 到 {\displaystyle \mathbb {R} ^{n}} 的线性映射：
{\displaystyle \mathrm {d} \varphi _{x}:\mathbb {R} ^{m}\to \mathbb {R} ^{n}\ .}
我们希望将其推广到 {\displaystyle \phi } 是“任何”两个光滑流形 {\displaystyle M} 与 {\displaystyle N} 之间的光滑映射。

## 光滑映射的微分
令 {\displaystyle \phi :M\rightarrow N} 是光滑流形间的光滑映射。给定某点 {\displaystyle x\in M}，{\displaystyle \phi } 在 {\displaystyle x} 的微分或（全）导数是从 {\displaystyle M} 在 {\displaystyle x} 的切空间到 {\displaystyle N} 在 {\displaystyle \phi (x)} 的切空间一个线性映射
{\displaystyle \mathrm {d} \varphi _{x}:T_{x}M\to T_{\varphi (x)}N\ ,}
映射 {\displaystyle \operatorname {d} \!\phi _{x}} 运用到切向量 {\displaystyle X} 上有时称为 {\displaystyle X} 由 {\displaystyle \phi } 的前推。前推的确切定义取决于我们怎样定义切向量（不同的定义可参见切空间）。
如果我们定义切向量为通过 {\displaystyle x} 的曲线等价类，那么微分由
{\displaystyle \mathrm {d} \varphi _{x}(\gamma '(0))=(\varphi \circ \gamma )'(0)}
给出，这里 {\displaystyle \gamma } 是 {\displaystyle M} 上满足 {\displaystyle \gamma (0)=x} 的一条曲线。换句话说，一条曲线 {\displaystyle \gamma } 在 0 处切向量的前推恰好是 {\displaystyle \phi \circ \gamma } 在 0 处的切向量。
另一种方式，如果切向量定义为作用在光滑实值函数上的导子，那么微分由
{\displaystyle \mathrm {d} \varphi _{x}(X)(f)=X(f\circ \varphi )}
给出，这里 {\displaystyle X\in T_{x}M}，从而 {\displaystyle X} 是定义在 {\displaystyle M} 上的一个导子而 {\displaystyle f} 是 {\displaystyle N} 上一个光滑实值函数。根据定义，在给定 {\displaystyle M} 上 {\displaystyle x} 处 {\displaystyle X} 的前推在 {\displaystyle T_{\phi (x)}N}中，从而定义了一个 {\displaystyle N} 上的导子。
取定 {\displaystyle x} 与 {\displaystyle \phi (x)} 附近的坐标卡以后，{\displaystyle F} 局部由 {\displaystyle \mathbb {R} ^{m}} 与 {\displaystyle \mathbb {R} ^{n}} 之间的光滑映射
{\displaystyle {\hat {\varphi }}:U\rightarrow V}
确定。而 {\displaystyle \operatorname {d} \!\phi _{x}} 具有表示（在 {\displaystyle x} 附近）：
{\displaystyle \mathrm {d} \varphi _{x}{\Bigl (}{\frac {\partial }{\partial u^{a}}}{\Bigr )}={\frac {\partial {\hat {\varphi }}^{b}}{\partial u^{a}}}{\frac {\partial }{\partial v^{b}}},}
这里使用了爱因斯坦求和约定，偏导数对 {\displaystyle x} 坐标卡相应的 {\displaystyle U} 中的点取值。
线性扩张得到如下矩阵
{\displaystyle (\mathrm {d} \varphi _{x})_{a}^{\;b}={\frac {\partial {\hat {\varphi }}^{b}}{\partial u^{a}}}.}
从而光滑映射 {\displaystyle \phi } 在每一点的微分是切空间之间的一个线性变换。从而在某些选定的局部坐标下，它表示为相应的从  {\displaystyle \mathbb {R} ^{m}} 到 {\displaystyle \mathbb {R} ^{n}} 光滑映射的雅可比矩阵。一般情形，微分不要求可逆。如果 {\displaystyle \phi } 是一个局部微分同胚，那么在 {\displaystyle x} 点的前推是可逆的，其逆给出  {\displaystyle T_{\phi (x)}N} 的拉回。
另外，局部微分同胚的微分是切空间之间的线性同构。
微分经常有其他一些记法，比如
{\displaystyle D\varphi _{x},\;(\varphi _{*})_{x},\;\varphi '(x)\ .}
从定义可得出复合函数的微分便是微分的复合（即，具有函子性质），这便是光滑函数微分的链式法则。

## 切丛上的微分
光滑映射 {\displaystyle \phi } 的微分以显而易见的方式诱导了从 {\displaystyle M} 的切丛到 {\displaystyle N} 的切丛的一个丛映射（事实上是向量丛同态），记为 {\displaystyle \operatorname {d} \!\phi } 或 {\displaystyle \phi *}，满足如下的交换图表：
这里 {\displaystyle \pi _{M}} 与 {\displaystyle \pi _{N}} 分别表示 {\displaystyle M} 与 {\displaystyle N} 切丛的丛投影。
等价地（参见丛映射），{\displaystyle \phi *=\operatorname {d} \!\phi } 是从 {\displaystyle TM} 到 {\displaystyle M} 上的拉回丛 {\displaystyle \phi ^{*}TN} 的丛映射，这可以看成 {\displaystyle M} 上向量丛 {\displaystyle \hom(TM,\phi ^{*}TN)} 的一个截面。

## 向量场的前推
给定了一个光滑映射 {\displaystyle \phi :M\rightarrow N} 与 {\displaystyle M} 上一个向量场 {\displaystyle X}，一般不能定义 {\displaystyle X} 通过 {\displaystyle \phi } 的前推为 {\displaystyle N} 的一个向量场。譬如，如果映射 {\displaystyle \phi } 不是满射，则在 {\displaystyle \phi } 的像外部没有自然的方式定义拉回；如果 {\displaystyle \phi } 不是单射也有可能在给定一点拉回不止一种选择。无论如何，可以用“沿着映射的向量场”概念将难处变精确。
{\displaystyle M} 上 {\displaystyle \phi ^{*}TN} 的一个截面称为沿着 {\displaystyle \phi } 的向量场。例如，如果 {\displaystyle M} 是 {\displaystyle N} 的一个子丛而 {\displaystyle \phi } 是包含映射，那么沿着 {\displaystyle \phi } 的向量场恰好是 {\displaystyle N} 沿着 {\displaystyle M} 的切丛的一个截面；特别的，{\displaystyle M} 上的向量通过 {\displaystyle TM} 包含到 {\displaystyle TN} 中定义这样一个截面。这种想法推广到任何光滑映射。
假设 {\displaystyle X} 是 {\displaystyle M} 上一个向量场，即 {\displaystyle TM} 的一个截面。那么，运用逐点微分得出 {\displaystyle X} 的前推 
{\displaystyle \phi ^{*}X}，这是一个沿着 {\displaystyle \phi } 的向量场，即 {\displaystyle M} 上 {\displaystyle \phi ^{*}TN} 的一个截面。
任何 {\displaystyle N} 上的向量场 {\displaystyle Y} 定义了 {\displaystyle \phi ^{*}TN} 的一个拉回截面 {\displaystyle \phi ^{*}Y} 使得 {\displaystyle (\phi ^{*}Y)_{X}=Y_{\phi (x)}}。{\displaystyle M} 上一个向量场 {\displaystyle X} 与 {\displaystyle N} 上一个向量场 {\displaystyle Y} 称为 {\displaystyle \phi }-相关的，如果作为沿着 {\displaystyle \phi } 的向量场有 {\displaystyle \phi *X=\phi ^{*}Y}。换句话说，对任何 {\displaystyle x} 属于 {\displaystyle M}，有 {\displaystyle \operatorname {d} \!\phi _{x}(X)=Y_{\phi (x)}}。
在某些情形，给定 {\displaystyle M} 上一个向量场 {\displaystyle X}，{\displaystyle N} 上只有惟一的向量场 {\displaystyle Y} 与  {\displaystyle X\phi }-相关。特别地，这在 {\displaystyle \phi } 是微分同胚时自然成立。在这种情况下，前推定义了 {\displaystyle N} 上一个向量场 {\displaystyle Y}，由
{\displaystyle Y_{x}=\varphi _{*}(X_{\varphi ^{-1}(x)}).}
给出。一个更一般的情形是 {\displaystyle \phi } 为满射（比如纤维丛的丛投影）。这时 {\displaystyle M} 上的向量场 {\displaystyle X} 称为可投影的，如果对任何 {\displaystyle y} 属于 {\displaystyle N}, {\displaystyle \operatorname {d} \!\phi _{x}(X_{x})} 与 {\displaystyle x} 属于 {\displaystyle \phi ^{-1}(\{y\})} 的取法无关。这恰好是保证 {\displaystyle X} 的前推可以作为 {\displaystyle N} 上的一个良定的向量场的条件。

## 參閲
- 拉回